# NGC 5076
NGC 5076 is een spiraalvormig sterrenstelsel in het sterrenbeeld Maagd. Het hemelobject werd op 11 mei 1784 ontdekt door de Duits-Britse astronoom William Herschel.

## Synoniemen
- MCG -2-34-26
- PGC 46453